# Toyota Commemorative Museum of Industry and Technology
Le Toyota Commemorative Museum of Industry and Technology (トヨタ産業技術記念館, Toyota Sangyo-Gijutsu Kinenkan), également appelé Toyota Tecno Museum, est un musée consacré à l’histoire des techniques et de l'industrie. Il est situé dans l'arrondissement de Nishi-ku, à Nagoya au Japon.

## Histoire
Le musée a ouvert ses portes au public le 11 juin 1994 à l'occasion du centième anniversaire de la naissance de Kiichiro Toyoda.

## Collection
Le musée présente l’histoire de la technologie manufacturière japonaise et expose notamment des machines textiles, le musée étant installé dans une ancienne usine de filature textile qui appartenait à Toyota Industries. L'autre partie importante du musée est consacrée à l'automobile et expose principalement des véhicules de la marque Toyota.

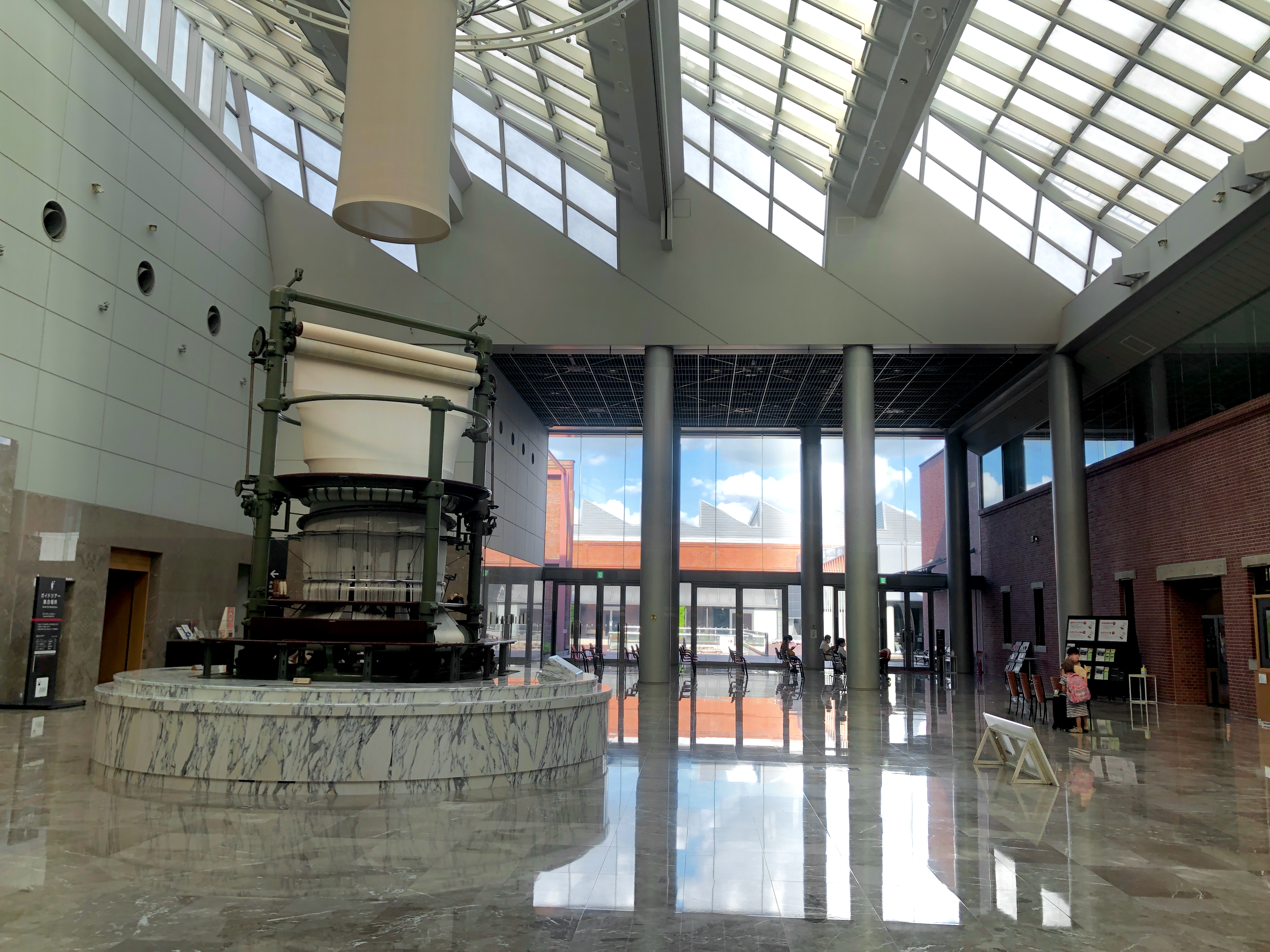
Hall du musée.
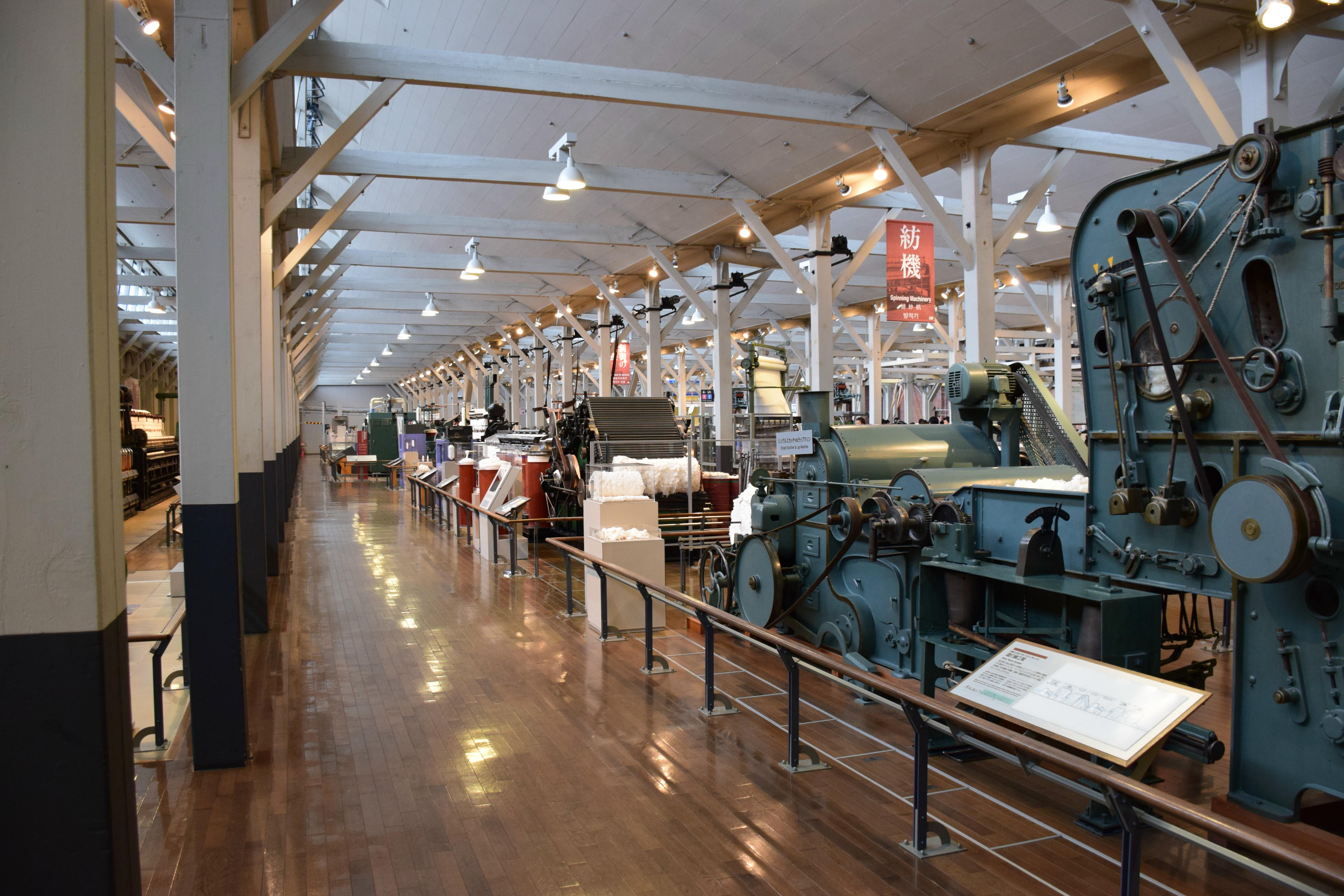
Pavillon des machines textiles.
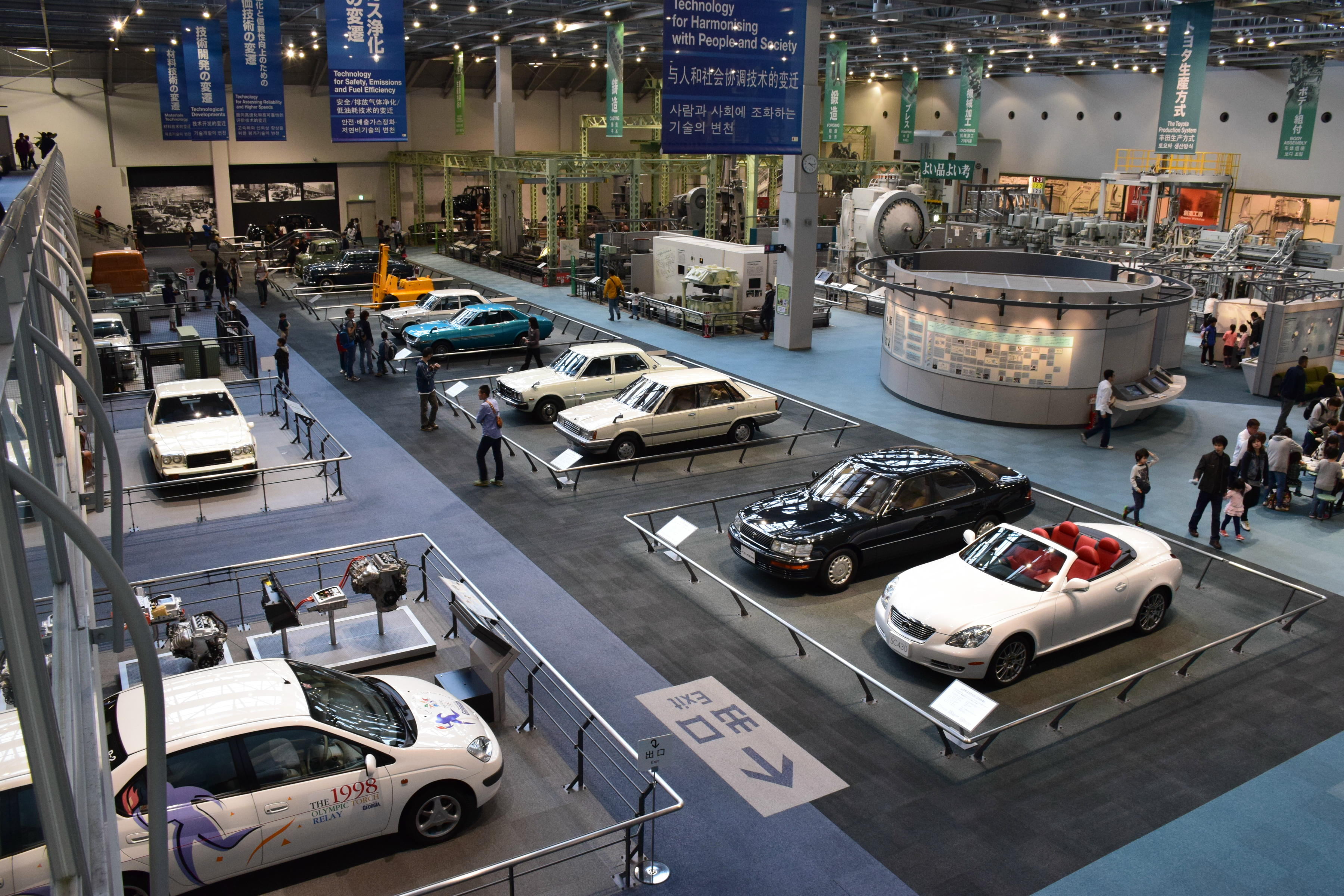
Pavillon des automobiles.